# تولینگن
تولینگن (به آلمانی: Tüllingen) یک منطقهٔ مسکونی در آلمان است که در لراخ واقع شده‌است. تولینگن ۱٬۴۳۰ نفر جمعیت دارد.